# Kobilica (priimek)
Kobilica je priimek v Sloveniji, ki ga je po podatkih Statističnega urada Republike Slovenije na dan 1. januarja 2010 uporabljalo 49 oseb.

## Znani nosilci priimka
- Rudolf Kobilica (1907—1978), pedagog